# Svalerodensian
Svalerodensian (Gentiana asclepiadea), også skrevet Svalerod-Ensian, er en planteart i ensianslægten. Den kaldes på dansk svalerodensian, fordi de grønne blade ligner svalerodens. Plantens videnskabelige artsnavn er opkaldt efter den græske gud for lægekunsten, Æskulap (gr. Asklepios). 
Svalerodensian finder man på temmelig fugtige steder i Alperne. Den bliver 40-60 cm høj. Blomsterne, der er hyacintblå, sidder 2-3 sammen i bladhjørnerne og fremkommer i august-september. Den trives bedst i halvskygge og på en noget fugtig, humusrig jord.